# 長田町 (名古屋市)
長田町（ちょうだちょう）は、愛知県名古屋市北区にある地名。現行行政地名は長田町1丁目から長田町4丁目。住居表示未実施。

## 地理
名古屋市北区南部に位置する。東は杉栄町、西は中杉町、南は大杉町、北は水切町。西から順に1丁目から4丁目がある。

## 歴史

### 町名の由来
『杉村小学校誌』によれば、当地は水の便や作付の都合上、田を東西に長く造成していたことに由来するという。

### 沿革
- 1929年（昭和4年）9月5日 - 杉村町字寺田・西長田・九文目・東長田・東山寺の各一部より成立[1]。
- 1933年（昭和8年）11月1日 - 杉村町字寺田の一部を1丁目に編入[1]。

## 世帯数と人口
2019年（平成31年）1月1日現在の世帯数と人口は以下の通りである。
| 町丁   | 世帯数  | 人口  |
| ------ | ------- | ----- |
| 長田町 | 386世帯 | 821人 |

## 学区
市立小・中学校に通う場合、学校等は以下の通りとなる。また、公立高等学校に通う場合の学区は以下の通りとなる。
| 丁目        | 番・番地等 | 小学校               | 中学校                 | 高等学校 |
| ----------- | ---------- | -------------------- | ---------------------- | -------- |
| 長田町1丁目 | 全域       | 名古屋市立大杉小学校 | 名古屋市立八王子中学校 | 尾張学区 |
| 長田町2丁目 | 全域       | 名古屋市立杉村小学校 | 名古屋市立若葉中学校   | 尾張学区 |
| 長田町3丁目 | 全域       | 名古屋市立杉村小学校 | 名古屋市立若葉中学校   | 尾張学区 |
| 長田町4丁目 | 全域       | 名古屋市立杉村小学校 | 名古屋市立若葉中学校   | 尾張学区 |

## 施設
- 名古屋市立杉村小学校（北緯35度11分30.9秒 東経136度55分19.3秒 / 北緯35.191917度 東経136.922028度）

## その他

### 日本郵便
- 郵便番号 : 462-0834[3]（集配局：名古屋北郵便局[9]）。